# Bloye
Bloye – miejscowość i gmina we Francji, w regionie Owernia-Rodan-Alpy, w departamencie Górna Sabaudia.
Według danych na rok 1990 gminę zamieszkiwały 414 osoby, a gęstość zaludnienia wynosiła 94 osób/km² (wśród 2880 gmin regionu Rodan-Alpy Bloye plasuje się na 1222. miejscu pod względem liczby ludności, natomiast pod względem powierzchni na miejscu 1562.).